# Ignacy Starzyński
Ignacy Dominik Kajetan Wawrzyniec Starzyński herbu Ślepowron (ur. 1776 w Psarach, zm. 11 czerwca 1846 w Brużyczce) – ziemianin, przedsiębiorca, poseł  powiatu zgierskiego województwa mazowieckiego na sejm Królestwa Kongresowego 1830 roku i Sejm powstania listopadowego 1830-1831 roku. Posługiwał się herbem Ślepowron.

## Życiorys
Urodził się w średniozamożnej rodzinie szlacheckiej. Po ojcu otrzymał kilka wsi przynależnych do dóbr Strzeblew. W jednej z posiadanych wsi – Ozorkowie – założył osadę przemysłową, ukierunkowaną na produkcję sukna. Majątek zainwestował w regulację Bzury, a projekt urbanistyczny miejscowości zlecił Augustowi Dornsteinowi. W 1807 roku sprowadził z Dąbia pierwszych 19 sukienników, cztery lata później wykwalifikowanego farbiarza – Samuela Wegnera, a w 1821 roku – Friedricha i Heinricha Schlösserów, którzy w tamtym okresie założyli jedną z największych fabryk włókienniczych I połowy XIX w. w Królestwie Polskim. W roku 1816 Ozorków otrzymał prawa miejskie i tym samym roku Starzyński został wójtem miejscowości. W 1820 roku został odznaczony „honorową dystynkcją” za zasługi dla uprzemysłowienia kraju oraz otrzymał również order św. Stanisława. W latach 1815–1830 Starzyński był sędzią powiatu zgierskiego, a w latach 1830–1831 posłem na Sejm Królestwa Polskiego, w którego obradach uczestniczył. Był zwolennikiem powstania listopadowego, które przypadało na okres jego pełnienia funkcji posła, niemniej niepokoiły go zastoje produkcji. Powstańcom listopadowym zapisał 6 mórg ziemi. W wyniku upadku powstania i podniesienia ceł, Starzyński postanowił sprzedać Ozorków Feliksowi Łubieńskiemu, byłemu ministrowi sprawiedliwości w Księstwie Warszawskim. Następnie przeniósł się do folwarku w Solcy Wielkiej.